# Panthalis alaminosae
Panthalis alaminosae är en ringmaskart som beskrevs av Pettibone 1989. Panthalis alaminosae ingår i släktet Panthalis och familjen Acoetidae.
Artens utbredningsområde är Mexikanska golfen. Inga underarter finns listade i Catalogue of Life.